# Abriaquí
Abriaquí este un municipiu din departamentul Antioquia, Columbia.